# Burbidgea
Burbidgea là một chi thực vật trong họ Zingiberaceae, sinh sống tại vùng nhiệt đới trong khu vực đảo Borneo.

## Các loài
Plants of the World Online (2020) công nhận 5 loài như sau:
- Burbidgea longiflora (Ridl.) R.M.Sm., 1972: Borneo (Sarawak).
- Burbidgea nitida Hook.f., 1879: Borneo (Sarawak).[3] Loài điển hình của chi. Mẫu vật do F. W. Burbidge thu thập năm 1879.[4]
- Burbidgea pauciflora Valeton, 1906: Borneo.[5]
- Burbidgea schizocheila Hackett, 1904: Borneo (Sabah, Sarawak).[4]
- Burbidgea stenantha Ridl., 1937: Borneo.